# 라 가제트
가제트(La Gazette)는 1631년 리슐리외의 허가로 루이 13세의 주치의였던 테오프라스트 르노도가 창간한 정기간행물이다. 1915년 폐간될 때까지 가제트는 프랑스에서 간행되는 신문 가운데 가장 오래된 신문 중 하나였다. 가제트의 전신은 1611년부터 1648년까지 발간된 메르퀴르 프랑수아(Mercure françois)이다.

## 앙시앵 레짐에서의 출범
1631년, 국왕의 윤허를 얻은 리슐리외는 천주교로 개종한 개신교도 의사, 테오프라스트 르노도에게 "일어난 일들의 소문"에 관한 신문을 창간할 것을 맡겼다. 라 가제트는 일주일에 4페이지 분량을 실은 프랑스의 첫 정기간행물 주간지로, 초쇄로 보통 300부에서 800부 사이가 간행되었다.

## 같이 보기
- 샤를 모라스
- 오래된 신문 목록